# الساندرو سیمونتا
الساندرو سیمونتا (انگلیسی: Alessandro Simonetta؛ زادهٔ ۱۷ مارس ۱۹۸۶) بازیکن فوتبال است.